# Nazionale maschile under 18 di pallacanestro del Ghana
La nazionale di pallacanestro ghanese Under-18 è una selezione giovanile della nazionale ghanese di pallacanestro, ed è rappresentata dai migliori giocatori di nazionalità ghanese di età non superiore ai 18 anni.
Partecipa a tutte le manifestazioni internazionali giovanili di pallacanestro per nazioni gestite dalla FIBA.

## Partecipazioni

### FIBA AfroBasket Under-18
- 2012 - 8°